# Czachów (jezioro)
Czachów – jezioro polodowcowe na Pojezierzu Myśliborskim, leżące pomiędzy wsiami Orzechów a Czachów, w południowo-zachodniej części województwa zachodniopomorskiego, w powiecie gryfińskim, w gminie Cedynia. Jest to drugie największe jezioro w gminie Cedynia. 